# Impatiens delicatula
Impatiens delicatula är en balsaminväxtart som beskrevs av Henri Ernest Baillon. Impatiens delicatula ingår i släktet balsaminer, och familjen balsaminväxter. Inga underarter finns listade i Catalogue of Life.